# La Stravaganza

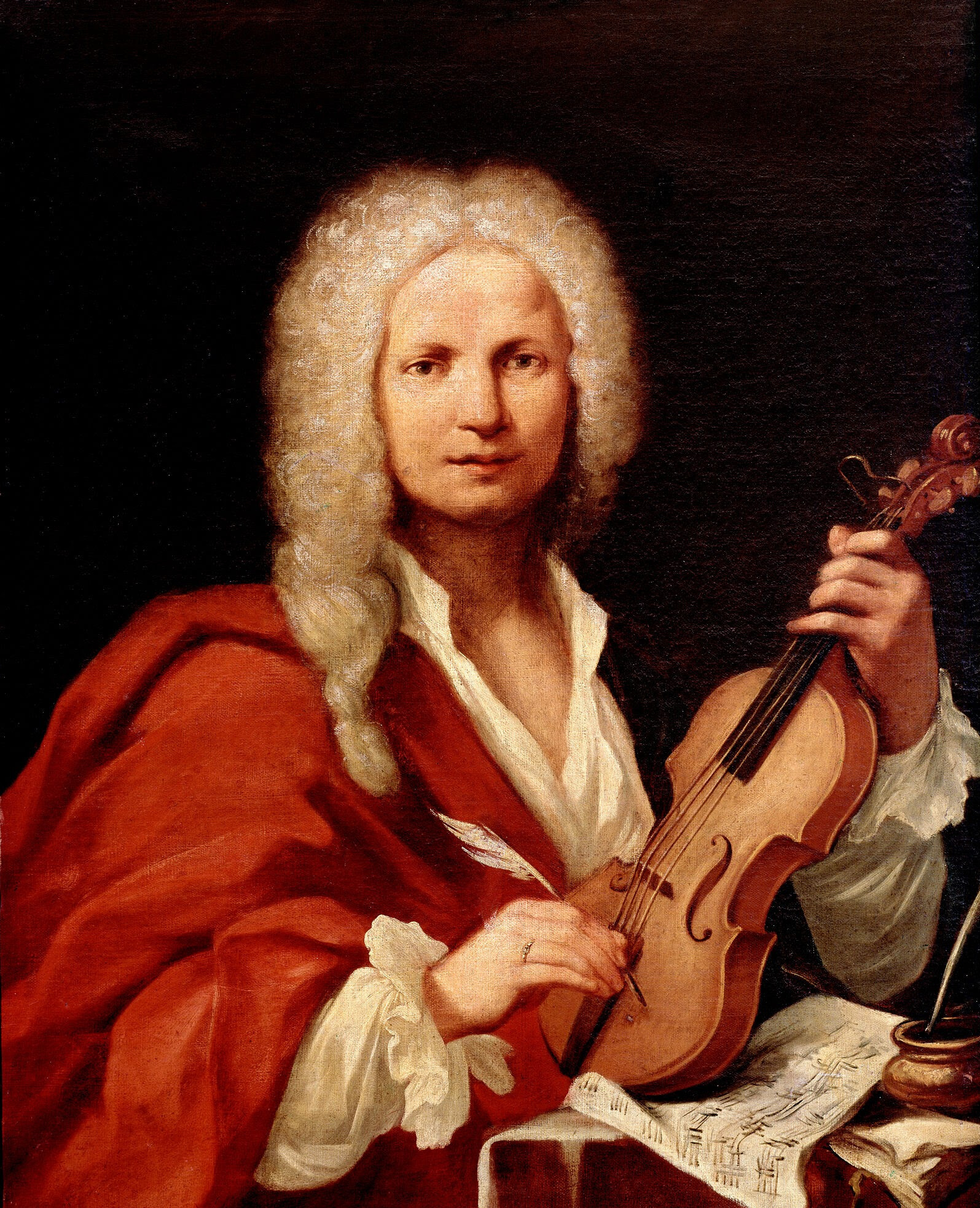
Antonio Vivaldi (1678–1741)

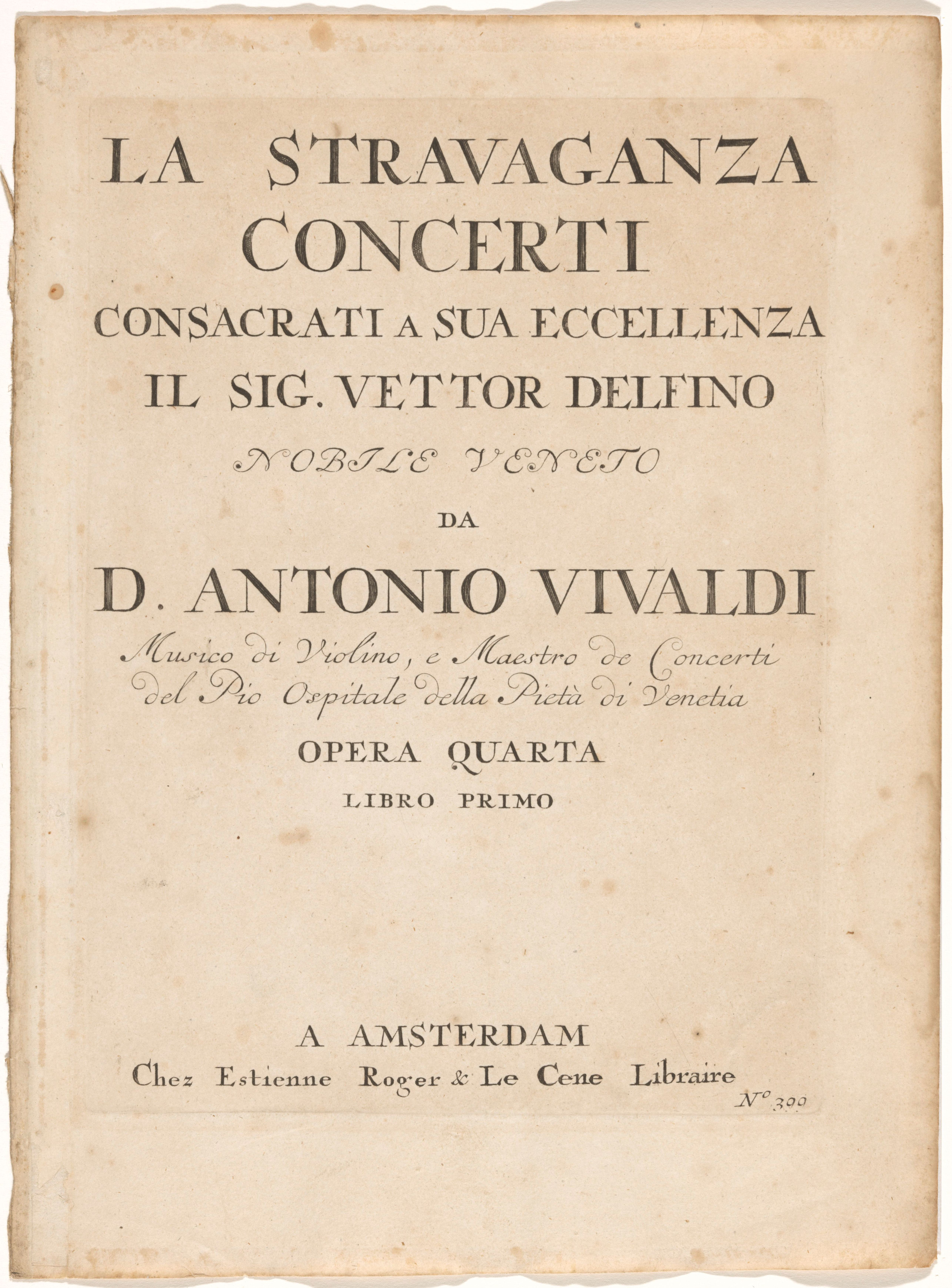
La Stravaganza, op. 4

La Stravaganza, op. 4 (1714) – zbiór 12 koncertów, które skomponował Antonio Vivaldi (1678–1741) w 1714 roku, wśród których jeden to typowe concerto grosso, cztery – to koncerty na dwoje skrzypiec, zaś pozostałych 7 – to koncerty solowe.

## Lista koncertów
La Stravaganza składa się z następujących dwunastu utworów:
Koncert nr 1 B-dur RV 383a:
1. Allegro
2. Largo e cantabile
3. Allegro

Koncert nr 2 e-moll RV 279:
1. Allegro
2. Largo
3. Allegro

Koncert nr 3 G-dur RV 301:
1. Allegro
2. Largo
3. Allegro assai

Koncert nr 4 a-moll RV 357:
1. Allegro
2. Grave e sempre piano
3. Allegro

Koncert nr 5 A-dur RV 347:
1. Allegro
2. Largo
3. Allegro (moderato)

Koncert nr 6 g-moll RV 316a:
1. Allegro
2. Largo
3. Allegro

Koncert nr 7 C-dur RV 185:
1. Largo
2. Allegro (molto)
3. Largo
4. Allegro

Koncert nr 8 d-moll RV 249:
1. Allegro
2. Adagio – Presto – Adagio
3. Allegro

Koncert nr 9 F-dur RV 284:
1. Allegro
2. Largo
3. Allegro

Koncert nr 10 c-moll RV 196:
1. Spiritoso
2. Adagio
3. Allegro

Koncert nr 11 D-dur RV 204:
1. Allegro
2. Largo
3. Allegro assai

Koncert nr 12 G-dur RV 298:
1. Spiritoso e non presto
2. Largo
3. Allegro